# Jamal Adams
Jamal Lee Adams (* 17. Oktober 1995 in Lewisville, Texas) ist ein US-amerikanischer American-Football-Spieler der Las Vegas Raiders. Zuletzt spielte er für die Detroit Lions, die Tennessee Titans, Seattle Seahawks und New York Jets in der National Football League (NFL) auf der Position des Safetys.

## College
Adams, Sohn von George Adams, der sechs Jahre als Runningback in der NFL spielte und mit den New York Giants den Super Bowl XXI gewinnen konnte, besuchte die Louisiana State University und spielte für deren Mannschaft, die Tigers, erfolgreich College Football. In 36 Spielen konnte er insgesamt 209 Tackles setzen, zwei Sacks erzielen und 14 Pässe verhindern. Außerdem gelangen ihm 5 Interceptions.

## NFL

### New York Jets
Adams wurde beim NFL Draft 2017 in der ersten Runde als insgesamt 6. Spieler von den New York Jets ausgesucht und erhielt einen Vierjahresvertrag über 22,3 Millionen US-Dollar. Er konnte sich als Profi sofort durchsetzen und lief in seiner Rookie-Saison in allen Partien als Starter auf. Für seine konstant guten Leistungen wurde er von der Pro Football Writers Association in das All-Rookie Team 2017 gewählt. 2018 konnte er sich sogar noch steigern und wurde – als einer von drei Spielern der Jets – erstmals in den Pro Bowl gewählt.
Nachdem Gespräche über Vertragsverlängerungen ins Stocken geraten waren, wurde Adams mit seiner Situation bei den Jets unzufrieden. Im Juni 2020 bat er offiziell darum getraded zu werden. Am 25. Juli 2020 tauschten die Jets Adams zusammen mit einem Viertrundenpick des Drafts 2022 für zwei Erstrundenpicks (2021/2022), einen Drittrundenpick (2021) und Bradley McDougald zu den Seattle Seahawks.

### Seattle Seahawks
In seiner ersten Saison bei den Seahawks verpasste er zwar vier Spiele aufgrund einer Leistenverletzung, trotzdem brach er den NFL-Rekord für die Sacks in einer Saison durch einen Defensive Back und erhöhten diesen auf 9,5. Außerdem wurde er zum dritten Mal in den Pro Bowl gewählt.
Im August 2021 unterschrieb Adams einen Vierjahresvertrag über 72 Mio. US-Dollar in Seattle, was ihn zu diesem Zeitpunkt zum höchstbezahlten Safety in der NFL machte. Nachdem er sich am 13. Spieltag an der Schulter verletzte und operiert werden musste, fiel er für den Rest der Saison aus.
Die Saison 2022 verpasste Adams aufgrund einer Oberschenkelverletzung, die er sich am ersten Spieltag zuzog.
Nachdem Adams das erste Spiel 2023 wegen einer Gehirnerschütterung nicht beenden konnte, verzeichnete er in den darauffolgenden acht Spielen insgesamt 48 Tackles. Am 14. Spieltag verletzte er sich am Knie und wurde auf die Injured Reserve List gesetzt.
Am 5. März 2024 wurde Adams von den Seahawks entlassen.

### Tennessee Titans
Am 11. Juli 2024 nahmen die Tennessee Titans Adams unter Vertrag. Er wurde nach fünf Spieltagen, an denen er nicht über eine Rolle als Reservist hinausgekommen war und in nur drei Spielen bei 20 defensiven Snaps zum Einsatz gekommen war, am 17. Oktober 2024 auf seinen Wunsch hin entlassen.

### Detroit Lions
Im Zuge der Verletztenmisere in ihrer Defensive Line verpflichteten die Detroit Lions Adams am 1. Dezember 2024 für ihren Practice Squad. Am folgenden Spieltag in Woche 14 gegen die Green Bay Packers wurde er in den aktiven Kader hochgezogen und kam dort zu einem Kurzeinsatz, bei dem er einen Tackle setzen konnte. Auch in der folgenden Spielwoche kam er zum Einsatz, ehe er für zwei Spieltage nicht auflief. Vor dem letzten Spieltag wurde Adams entlassen.
Am 22. Juli 2025 wurde Adam von den Las Vegas Raiders verpflichtet.

### Saisonstatistiken
| Legende | Legende           |
| ------- | ----------------- |
|         | Liga-Bestwert     |
| Fett    | Karriere-Bestwert |

| Saison          | Saison           | Spiele | Spiele      | Tackles | Tackles | Tackles | Tackles | Interceptions | Interceptions | Interceptions | Interceptions | Interceptions | Fumbles | Fumbles | Fumbles |
| Jahr            | Team             | Spiele | als Starter | Gesamt  | Solo    | Ast     | Sacks   | PD            | INT           | Yds           | Lng           | TD            | FF      | FR      | TD      |
| --------------- | ---------------- | ------ | ----------- | ------- | ------- | ------- | ------- | ------------- | ------------- | ------------- | ------------- | ------------- | ------- | ------- | ------- |
| 2017            | New York Jets    | 16     | 16          | 83      | 63      | 20      | 2,0     | 6             | 0             | 0             | 0             | 0             | 1       | 2       | 0       |
| 2018            | New York Jets    | 16     | 16          | 115     | 86      | 29      | 3,5     | 12            | 1             | 38            | 38            | 0             | 3       | 1       | 0       |
| 2019            | New York Jets    | 14     | 14          | 75      | 61      | 14      | 6,5     | 7             | 1             | 61            | 61            | 1             | 2       | 1       | 1       |
| 2020            | Seattle Seahawks | 12     | 12          | 83      | 59      | 24      | 9,5     | 3             | 0             | 0             | 0             | 0             | 1       | 0       | 0       |
| 2021            | Seattle Seahawks | 12     | 12          | 87      | 56      | 31      | 0       | 5             | 2             | 0             | 0             | 0             | 0       | 0       | 0       |
| 2022            | Seattle Seahawks | 1      | 1           | 3       | 3       | 0       | 0       | 1             | 0             | 0             | 0             | 0             | 0       | 0       | 0       |
| 2023            | Seattle Seahawks | 9      | 9           | 48      | 34      | 14      | 0       | 2             | 0             | 0             | 0             | 0             | 0       | 0       | 0       |
| 2024            | Tennessee Titans | 3      | 1           | 4       | 2       | 2       | 0       | 0             | 0             | 0             | 0             | 0             | 0       | 0       | 0       |
| 2024            | Detroit Lions    | 2      | 2           | 3       | 2       | 1       | 0       | 0             | 0             | 0             | 0             | 0             | 0       | 0       | 0       |
| Gesamt          | Gesamt           | 85     | 83          | 501     | 366     | 135     | 21,5    | 36            | 4             | 99            | 61            | 1             | 7       | 4       | 1       |
| Quelle: nfl.com |                  |        |             |         |         |         |         |               |               |               |               |               |         |         |         |